# ダラサコール国際空港
ダラサコール国際空港 (クメール語: ព្រលានយន្តហោះតារាសាគរ、英語: Dara Sakor International Airport、中国語: 七星海国際机場) は、カンボジアのココン州ボタムサコールで建設中の国際空港である。

## 概要
ココン州にはココン空港があるが、カンボジア内戦終結後は長期間利用されず放置されている。
ココン州西北部のモンドルセイマでは、LYP グループとバンコク・エアウェイズによる別の新空港建設計画もあるが、新型コロナウイルス感染症の流行のために延期されている。
2023年1月には、コンポンソム湾のロン島に新空港 (Koh Rong International Eco-Tourism Airport) を建設する計画も出された。

### ダラサコールの開発
カンボジア南部のシアヌークビルは、中国の資本により巨大なリゾート地、工業地帯となった。
シアヌークビルから約40km、コンポンソム湾の対岸にあるココン州ボタムサコールでは、ボタムサコール国立公園として手つかずの自然が残され、多くの野生動物が生息している。
2008年、中国の国有企業である天津優聯投資発展集団（優聯集団、中国語: 天津优联投资发展集团有限公司, 优联集团、英語: Tianjin Union Development Group, UDG）は、ココン州政府との間で、ボタムサコール、キリサコール付近の観光開発と、99年間の運営・管理権を契約した。この開発地域をクメール語で「七つの星」という意味であるダラサコール (クメール語: តារាសាគរ, 英語: Dara Sakor) と名付け、中国語では「七星海」という名称で、リゾート都市を新たに建設するプロジェクトとした。38億ドルを投資し、敷地総面積450平方キロメートルという巨大リゾート都市の建設を始めた。
リゾート施設としてホテル、別荘地、コンドミニアム、ショッピングモール、カジノ、ゴルフ場などの他にも、住宅地、医療センター、高速道路、工業団地、コンテナヤード、10万トンの大型船舶が利用できる大型深海港、ダム、浄水場、発電所などが次々と建設されている
2019年の調査では、ココン州には約12.3万人が居住している。優聯集団は、ダラサコールに年間636万人の観光客を迎え、100万人を雇用し、130万人が居住する新都市とする中期目標を掲げている。

### 空港建設
リゾート開発の一環として、2016年11月よりダラサコール国際空港の建設も進められた。
開港時の施設概要
- 空港名称 : クメール語: ព្រលានយន្តហោះ តារាសាគរ, 英語: Dara Sakor International Airport, 中国語: 七星海国际机场
- 空港敷地総面積：23平方キロメートル（計画）
  - 空港面積 : 2.18平方キロメートル
- 滑走路：3,200メートル 1本
  - 滑走路増設計画 : 3,800メートル、3,200メートル 各1本
- 駐機場 : 67,452平方メートル
- 旅客ターミナルビル : 5,500平方メートル
- 年間旅客数：最大75万人
- 空港運営会社 : 浜海機場投資 (Coastal Airport Investment)

2022年4月にカンボジア民間航空局による検査を受け、飛行検査機が離着陸した。

## 中国による軍事利用の懸念
ダラサコールの巨大な開発計画が、米中関係の新たな火種となっている。

### リアム海軍基地
ダラサコールの南西約50km、シアヌークビル州プリーノブには、カンボジア海軍のリアム海軍基地がある。2019年7月、中国の人民解放軍が独占的に利用できる契約が結ばれたと、ウォール・ストリート・ジャーナルが報じた。
カンボジア政府側はこの疑惑について否定していたが、基地の改修工事に関し中国による支援があったことは認めている。2022年6月、中国の無償資金提供により、近代化改修工事に着手した。
アメリカ合衆国財務省は、契約に優聯集団が関わっていたとして、資産凍結などの制裁を課した。更に、アメリカ合衆国商務省はカンボジアへの武器の禁輸などの制裁を科した。

### 空港の軍事利用
ダラサコール国際空港の拡張計画によると、滑走路の長さと、敷地総面積、駐機場面積が広いことから、リゾート地の空港としては過剰な空港設備であり、軍事転用される懸念が指摘されている。フン・セン首相は強く否定している。
中国は一帯一路、真珠の首飾り戦略の一つとして、カンボジアの広大な土地に港湾、空港、都市を整備し、経済的だけでなく、軍事的な力によって支配する可能性もある。更には、スリランカ（ハンバントタ港）、パキスタン（グワーダル）、ジブチ（ジブチ保障基地）などへも進出しており、南シナ海とインド洋における中国の支配力が強化される動きが懸念されている。